# Élections régionales suédoises de 2006
Les élections régionales suédoises de 2006 se tiennent le 17 septembre 2006, en même temps que les élections législatives et les élections municipales.

## Système électoral
La Suède est divisée en  onze comtés (län) et neuf régions (regionen). Les premiers sont essentiellement chargés des domaines de la santé et des transports, tandis que les régions bénéficient de compétences accrues en matière de développement régional. Les organes délibérants portent respectivement le nom d’assemblées de comtés (landstingsfullmäktige) ou de conseils régionaux (regionfullmäktige). Ils procèdent aux élections de leur exécutifs. La région du Gotland n'est par ailleurs pas subdivisés en communes, à laquelle elle se substitue, ce qui en fait la collectivité locale aux compétences les plus étendues en Suède.
Les assemblées ou conseils des onze comtés et neuf régions sont composés de 45 à 149 sièges en fonction de leurs populations, pour un total de 1662 conseillers renouvelés tous les quatre ans au scrutin proportionnel plurinominal selon la méthode de Sainte-Laguë. Les scrutins sont organisés le même jour que les législatives et les municipales.
Les 21 comtés suédois sont dirigés par un conseil d’administration du comté (Länsstyrelse) et par une assemblée locale (Landstinget) élue tous les quatre ans. Depuis 1975, les personnes de nationalité étrangère résidant dans le royaume peuvent voter et être élus aux élections locales suédoises après trois ans de résidence dans le pays.
Parmi les principales responsabilités du Comté figurent les questions de santé publique, de développement régional, d'institutions culturelles et de transports en commun. Les Suédois ont renouvelé les membres des conseils d'administration de leurs 21 comtés (le comté de Gotland ne dispose pas d’une assemblée locale, car l’île ne forme qu’une seule commune (Kommuner), la commune de Gotland, au niveau local).

## Résultats

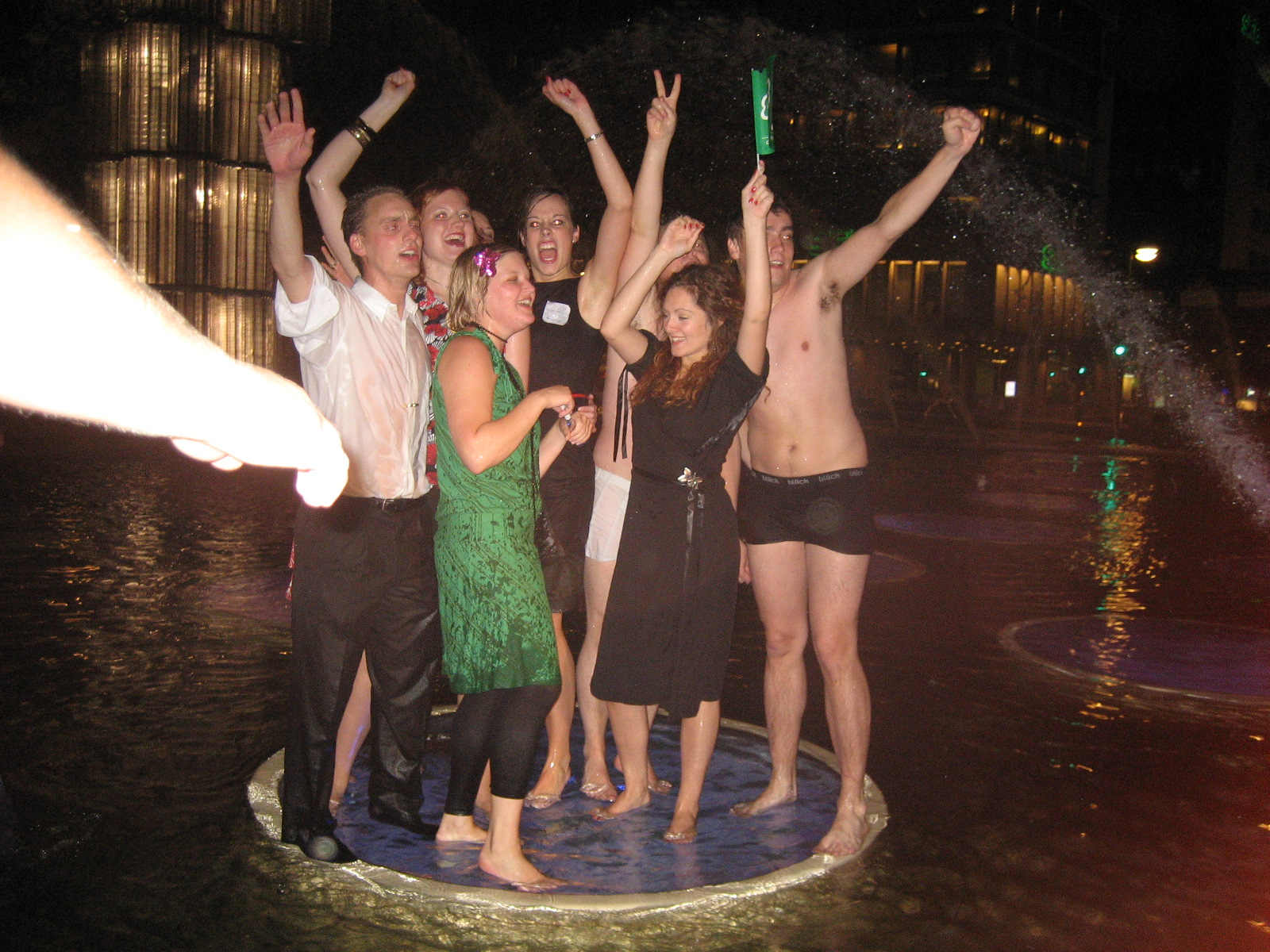
Des supporters de l'Alliance pour la Suède fêtent leur victoire à Sergels torg, à Stockholm.

Paradoxalement, ces élections ont plus profité à la gauche et aux partis minoritaires qu’à l’Alliance pour la Suède. Cette dernière emporte les comtés de Halland, Jönköping, Kronoberg, Stockholm et Uppsala, tandis que la Coalition rouges-verts conserve ou conquiert les comtés de Blekinge, Gävleborg, Jämtland, Kalmar, Norrbotten, Södermanland, Värmland, Västerbotten, Västernorrland et Örebro, et frôle d’un siège la majorité absolue dans les Conseils d’administration de Dalécarlie et de Västmanland.
Les partis minoritaires peuvent ici profiter de leur implantation locale pour remporter quelques succès éparses. Le Parti de la santé (Sjukvårdspartiet) emporte un nombre parfois conséquent de sièges en Dalécarlie, à Gävleborg, au Värmland, à Västernorrland, à Västmanland, à Västra Götaland et bien qu’à Norbotten le Norrbottens Sjukvårdsparti recule, il emporte tout de même 13 sièges dans ce comté. Les Démocrates de Suède emportent quelques sièges dans les comtés de Blekinge, de Scanie et d’Örebro. Le Parti des intérets des retraités suédois obtient quant à lui 2 sièges à Halland. La présence de ces partis dans certains Conseils est parfois tellement importante que ces derniers n’ont pas de majorité politique à proprement parler, la gauche comme la droite n’ayant pas une majorité absolue de sièges sur laquelle s'appuyer pour administrer le comté. C’est le cas notamment des comtés de Scanie, de Västmanland, de Västra Götaland et d’ Östergötland.
Finalement les comtés suédois restent pour une bonne partie d'entre eux dominés par les partis de gauche. On notera les résultats particulièrement hétérogènes des sociaux-démocrate, qui essuient une cuisante défaite à Stockholm en étant devancé de plus de 8 points par les modérés, la bonne résistance du Parti de la gauche et les résultats plutôt faibles des verts malgré une petite progression au niveau national. Les libéraux reculent de manière importante dans tous les comtés, au profit des modérés qui progressent globalement partout. Reste enfin quelques succès locaux à attribuer au Parti du centre (20 % à Jämtland) et aux chrétiens-démocrates (16,6 % dans leur fief historique de Jönköping).
Concernant l’abstention, les habitants de Blekinge ont été les plus disciplinés (81,09 % de participation), tandis que ceux de Jämtland ferment la marche (76,71 % de participation).

## Résultats détaillés
| Parti Comté     | Sociaux-démocrates | Sociaux-démocrates | Modérés | Modérés | Parti du centre | Parti du centre | Parti du peuple - Les Libéraux | Parti du peuple - Les Libéraux | Chrétiens-démocrates | Chrétiens-démocrates | Parti de gauche | Parti de gauche | Les Verts | Les Verts | ÖVR   | ÖVR    | Participation | Participation |
| Parti Comté     | %                  | Sièges             | %       | Sièges  | %               | Sièges          | %                              | Sièges                         | %                    | Sièges               | %               | Sièges          | %         | Sièges    | %     | Sièges | %             | Sièges        |
| --------------- | ------------------ | ------------------ | ------- | ------- | --------------- | --------------- | ------------------------------ | ------------------------------ | -------------------- | -------------------- | --------------- | --------------- | --------- | --------- | ----- | ------ | ------------- | ------------- |
| Blekinge        | 42,29              | 21                 | 20,34   | 10      | 08,08           | 4               | 07,77                          | 3                              | 05,32                | 2                    | 05,86           | 2               | 03,56     | 2         | 06,78 | 3      | 81,09         | 47            |
| Dalécarlie      | 38,19              | 33                 | 19,42   | 18      | 12,70           | 11              | 05,69                          | 5                              | 05,95                | 5                    | 06,51           | 5               | 03,78     | 3         | 07,76 | 3      | 77,85         | 83            |
| Gävleborg       | 37,58              | 29                 | 16,68   | 13      | 12,88           | 10              | 06,01                          | 5                              | 05,20                | 4                    | 08,06           | 6               | 03,76     | 3         | 09,83 | 5      | 76,96         | 75            |
| Halland         | 31,61              | 23                 | 27,48   | 20      | 12,44           | 9               | 08,14                          | 6                              | 06,21                | 5                    | 04,42           | 3               | 03,54     | 3         | 06,16 | 2      | 80,73         | 71            |
| Jämtland        | 39,37              | 22                 | 16,39   | 9       | 20,31           | 11              | 05,09                          | 3                              | 03,70                | 2                    | 08,99           | 5               | 04,68     | 3         | 01,48 | 0      | 76,71         | 55            |
| Jönköping       | 35,71              | 30                 | 21,67   | 19      | 10,20           | 9               | 05,57                          | 5                              | 16,65                | 14                   | 04,41           | 4               | 02,86     | 0         | 02,92 | 0      | 80,46         | 81            |
| Kalmar          | 40,68              | 28                 | 18,72   | 13      | 12,55           | 9               | 05,21                          | 4                              | 10,61                | 7                    | 05,78           | 4               | 03,17     | 2         | 03,27 | 0      | 79,63         | 67            |
| Kronoberg       | 36,15              | 16                 | 23,10   | 10      | 13,49           | 7               | 06,15                          | 3                              | 08,30                | 4                    | 06,80           | 3               | 03,60     | 2         | 02,40 | 0      | 79,87         | 45            |
| Norrbotten      | 42,82              | 31                 | 10,35   | 8       | 06,10           | 4               | 05,40                          | 4                              | 03,62                | 3                    | 08,40           | 6               | 03,06     | 2         | 20,25 | 13     | 78,67         | 71            |
| Scanie          | 34,40              | 53                 | 27,92   | 43      | 05,89           | 9               | 08,46                          | 13                             | 04,71                | 7                    | 04,20           | 7               | 04,39     | 7         | 10,03 | 10     | 77,63         | 149           |
| Stockholm       | 27,38              | 43                 | 35,70   | 55      | 03,95           | 6               | 10,22                          | 16                             | 05,96                | 9                    | 06,59           | 10              | 06,56     | 10        | 03,65 | 0      | 79,11         | 149           |
| Södermanland    | 42,63              | 29                 | 22,27   | 15      | 07,17           | 5               | 07,56                          | 5                              | 06,52                | 4                    | 05,35           | 4               | 05,07     | 3         | 03,43 | 0      | 78,59         | 65            |
| Uppsala         | 31,39              | 23                 | 25,08   | 18      | 10,30           | 8               | 10,46                          | 8                              | 06,50                | 5                    | 06,49           | 5               | 05,88     | 4         | 03,89 | 0      | 80,48         | 71            |
| Värmland        | 41,70              | 36                 | 16,87   | 15      | 11,03           | 9               | 05,76                          | 5                              | 04,98                | 4                    | 06,48           | 6               | 02,95     | 0         | 10,23 | 6      | 78,24         | 81            |
| Västerbotten    | 44,13              | 32                 | 11,35   | 8       | 11,41           | 8               | 09,62                          | 7                              | 07,60                | 6                    | 08,84           | 7               | 04,61     | 3         | 02,53 | 0      | 79,69         | 71            |
| Västernorrland  | 43,84              | 34                 | 16,80   | 13      | 10,10           | 8               | 05,06                          | 4                              | 05,09                | 5                    | 06,04           | 5               | 03,21     | 2         | 09,84 | 6      | 78,80         | 77            |
| Västmanland     | 37,19              | 30                 | 20,83   | 17      | 07,81           | 6               | 09,42                          | 7                              | 06,34                | 5                    | 06,75           | 5               | 03,70     | 3         | 07,96 | 4      | 77,44         | 77            |
| Västra Götaland | 33,81              | 52                 | 23,12   | 36      | 07,40           | 11              | 08,82                          | 14                             | 07,55                | 12                   | 06,38           | 10              | 05,20     | 8         | 07,72 | 6      | 78,07         | 149           |
| Örebro          | 43,67              | 31                 | 17,84   | 13      | 07,82           | 5               | 07,34                          | 5                              | 08,00                | 6                    | 06,93           | 5               | 04,12     | 3         | 04,29 | 3      | 80,02         | 71            |
| Östergötland    | 33,78              | 35                 | 21,42   | 23      | 07,05           | 7               | 06,47                          | 7                              | 06,82                | 7                    | 05,10           | 5               | 04,29     | 5         | 15,07 | 12     | 80,96         | 101           |
| Moy./Tot.¹      | 37,91              | 631                | 20,66   | 376     | 09,93           | 156             | 07,20                          | 129                            | 06,78                | 116                  | 06,41           | 107             | 04,00     | 68        | 06,97 | 73     | 100           | 1656          |

1: Moyenne / Nombre total de conseillers